# Крокидас, Сотириос
Сотириос Крокидас (греч. Σωτήριος Γ. Κροκίδας; 1852, Сикион — 29 июля 1924, Перигиали, Коринфия) — греческий юрист и политик конца XIX — начала XX веков. Был Премьер-министром Греции в период антимонархистской революции осенью 1922 года.

## Биография
Сотириос Крокидас родился в 1852 году в древнем Сикионе Коринфии.
Поступил в Афинский университет на юридический факультет.
В период 1881—1897 читал лекции по коммерческому праву на юридическом факультете своей Альма-матер. Впоследствии стал профессором университета.
В 1883 году был избран мэром Сикиона.
С 1892 года избирался депутатом парламента от Коринфии.
В 1917 году был назначен губернатором Крита и оставался на этом посту до 1920 года.
После того как правление монархистов привело в 1922 году к поражению экспедиционной армии в Малой Азии и резне и изгнанию коренного населения Ионии,
28 августа/10 сентября 1922 года король Константин распустил правительство Протопападакиса и доверил пост премьер-министра своему комиссару в Константинополе, Триандафиллакосу:357.
Однако последовавшее восстание армии, которое быстро распространилось по всей стране, вынудило правительство Триандафиллакоса 26 сентября подать в отставку. Одновременно, король Константин оставил свой трон, в пользу своего сына, наследного принца Георга II. Революционный комитет арестовал министров предыдущего правительства и если бы не вмешательство послов Франции и Британии министры были бы расстреляны на месте.
Революционный комитет дал обещания послу Британии, что власть будет передана гражданскому правительству:358.
Первоначально революционный комитет назначил премьер-министром Александра Заимиса, но тот был ещё в Вене. В силу этого был избран Крокидас, который однако в этот период был вне Афин (но, в отличие от Заимиса, в пределах Греции).
По этой причине премьер-министром был предложен генерал-лейтенант Анастасиос Хараламбис, который оставался на этом посту один день, до возвращения и присяги Крокидаса.
70-летний Крокидас стал премьер-министром страны 17 сентября 1922 года, приняв одновременно и портфель министра внутренних дел.
В последовавший период страной в действительности правило не правительство Крокидаса, а революционный комитет офицеров революции 11 сентября 1922.
В период правления правительства Крокидаса прошла бо́льшая часть Процесса шести. Крокидас подал в отставку 14 ноября 1922 года, выразив несогласие с предложенным расстрелом шестерых из девяти осужденных.
Умер 29 июля 1924 года в селе Перигиали Коринфии.